# AS 로마 (여자)
AS 로마(이탈리아어: Associazione Sportiva Roma Women)는 이탈리아의 수도 로마를 연고로 하는 프로 여자 축구 클럽이다. 흔히 로마 혹은 로마 펨미닐레로 불린다. 2018년 7월 1일에 AS 로마 산하 여자 축구단으로 설립되었으며, 현재 이탈리아 여자 축구 최상위 리그인 세리에 A 펨미닐레에 참가하고 있다.

## 수상
- 세리에 A
  - 우승 (2): 2022–23, 2023–24
- 코파 이탈리아
  - 우승 (2): 2020–21, 2023–24
- 수페르코파 이탈리아나
  - 우승 (1): 2022